# Житомирский завод станков-автоматов
Житомирский завод станков-автоматов — промышленное предприятие Житомира.

## История

### 1975 - 1991
Строительство завода началось в 1972 году и было завершено в 1975 году, в этом же году на заводе была введена в строй часть мощностей и в сентябре 1975 года - изготовлен первый опытный образец токарного станка-автомата.
Для размещения рабочих завода был построен жилой микрорайон "Полевая" на восточной окраине Житомира.
В 1976 году завод выпустил первую промышленную партию станков, а затем освоил их серийное производство (в общей сложности, за 1976 год завод выпустил 130 станков).
В 1978 году завод выпустил 630 станков.
К началу 1980-х годов завод был оснащён современным оборудованием (в том числе, обрабатывающими центрами и станками с ЧПУ) и специализировался на производстве универсальных станков (в том числе, в специальном исполнении) и станков высокой точности. По состоянию на начало 1980 года, производственные мощности завода обеспечивали возможность выпуска 3550 станков и 22 автоматизированных станочных линий в год.
В начале 1980-х годов на заводе было освоено производство фонарей уличного освещения (часть которых установили на улицах в центре Житомира)
В советское время завод входил в число ведущих предприятий города, на балансе предприятия находились объекты социальной инфраструктуры.

### После 1991
После провозглашения независимости Украины государственное предприятие было преобразовано в открытое акционерное общество.
15 мая 1995 года Кабинет министров Украины принял решение о приватизации завода, которая была осуществлена в соответствии с индивидуальным планом приватизации предприятия.
В августе 1997 года завод был включён в перечень предприятий, имеющих стратегическое значение для экономики и безопасности Украины.
В 1998 году завод был официально признан банкротом, чтобы рассчитаться с долгами предприятия, по решению Житомирской областной налоговой инспекции весь автопарк предприятия был конфискован и выставлен на продажу.
В целом, в 1990-е годы положение предприятия осложнилось.
В январе 2009 года в связи с наличием задолженности завод был отключён от электроснабжения.
В феврале 2012 года заводские общежития передали в коммунальную собственность города.
В 2013 году предприятие уже практически не функционировало, количество работников сократилось до 300 человек, производственные и складские площади в основном были сданы в аренду. В 2014 году заводское оборудование начали разукомплектовывать на металлолом.
После демонтажа оборудования производственные цеха были снесены. В июне 2017 года от завода остались заводоуправление, часть инструментального цеха с двумя действующими станками, подстанция, столовая и гаражи.